# Coccoloba nicaraguensis
Coccoloba nicaraguensis är en slideväxtart som beskrevs av Standl. & L. O. Williams. Coccoloba nicaraguensis ingår i släktet Coccoloba och familjen slideväxter. Inga underarter finns listade i Catalogue of Life.